# Municipio de Lake (condado de Harvey)
El municipio de Lake (en inglés, Lake Township) es un municipio ubicado en el condado de Harvey, Kansas, Estados Unidos. Según el censo de 2020, tiene una población de 170 habitantes.
Abarca una zona exclusivamente rural.

## Geografía
Está ubicado en las coordenadas 37°57′2″N 97°38′34″O / 37.95056, -97.64278 (37.950685, -97.642694). Según la Oficina del Censo de los Estados Unidos, tiene una superficie total de 93.52 km², de la cual 92.67 km² corresponden a tierra firme y 0.85 km² es agua.

## Demografía
Según el censo de 2020, hay 170 personas residiendo en la zona. La densidad de población es de 1.8 hab./km². El 88.82 % de los habitantes son blancos, el 1.18 % son de otras razas y el 10.00 % son de una mezcla de razas. Del total de la población, el 1.76 % son hispanos o latinos de cualquier raza.